# Заяц Ватанена
«Заяц Ватанена» (фр. Le Lièvre de Vatanen) — болгаро-франко-бельгийский кинофильм 2006 года.

## Сюжет
Затравкой к фильму является легенда о могучем Воине, который после полученного поражения был наказан магом племени. Теперь душа воина переселилась в зайца, который должен помогать мужчинам, ищущим дорогу к свету… Том Ватанен, успешный фотограф в канадском журнале уже готов получить награду, как лучший фотограф года. Но перед церемонией, его коллега Питер срочно просит Тома поехать сфотографировать некое драматическое происшествие, которое очень расстроило Ватанена. На обратном пути после командировки они возвращаются на автомобиле через лес и Питер едва не сбивает оказавшегося на их пути зайца. Том, забыв всё, углубляется в лес в поисках отскочившего от машины зайца, усмотрев в происшедшем знак свыше. Питер, не желая тратить время попусту, уезжает. Ватанен находит зайца, который через пару минут приходит в себя. Том остаётся вдвоём с зайцем наедине с природой.
Разведя костёр в лесу, Ватанен символически прощается с цивилизованным миром, выбрасывая уже ненужные пластиковые карточки, мобильный телефон, сигареты. В последующие дни Заяц ведёт Тома к осознанию самого себя и своей цели в жизни, защищая его при этом от неприятностей. Эпизод с нападением медведя в лесу, драка с завсегдатаями бара, стычка с разъярёнными охотниками. На пути к постижению самого себя Ватанен знакомится с хорошими людьми, такими как егерь Ольга, совершает благородные поступки — спасение туристов с острова, охваченного лесным пожаром. Встречается со старыми друзьями, пробует себя в роли лесоруба, в роли зимовщика в самой северной точке Канады, и всё время с ним находится его проводник и собеседник — волшебный заяц. Одним из знаменательных событий является встреча с отцом, которого Ватанен не видел много-много лет, и осознание того, что профессия фоторепортёра может быть использована в добрых целях. Выполнив своё предназначение, заяц возвращается в лес. А Ватанена, конечно, вновь находит Ольга.

## В ролях
- Кристофер Ламберт — Том Ватанен
- Жюли Гайе — Ольга
- Реми Жирар— Ричард Грув
- Франсуа Морель— Пастор
- Йохан Лейзен — Питер
- Меглена Караламбова — женщина в автобусе

## Создание фильма
В 1977 году по роману Арто Паасилинна «Год зайца» в Финляндии режиссёром Ристо Ярва был снят одноимённый фильм, который стал культовым для страны. Французский режиссёр-сценарист Марк Ривьер в начале 90-х годов выкупил права на постановку нового фильма, и предложил Ламберту переделанный сценарий семь лет спустя. Так как режиссёр и актёр оба мыслили позитивно, была произведена адаптация романа — убраны темные и отрицательные моменты и добавлен сказочный компонент. В 2005 году на основе новой версии сценария начались съёмки фильма. Съёмки ландшафтных сцен производились в Болгарии, и поэтому «канадские» полицейские патрулируют на УАЗ, курсируют автобусы ПАЗ, а НАТОвский генералитет летает на вертолете МИ-8.